# Björnholmen (Ekerö)
För andra betydelser, se Björnholmen.

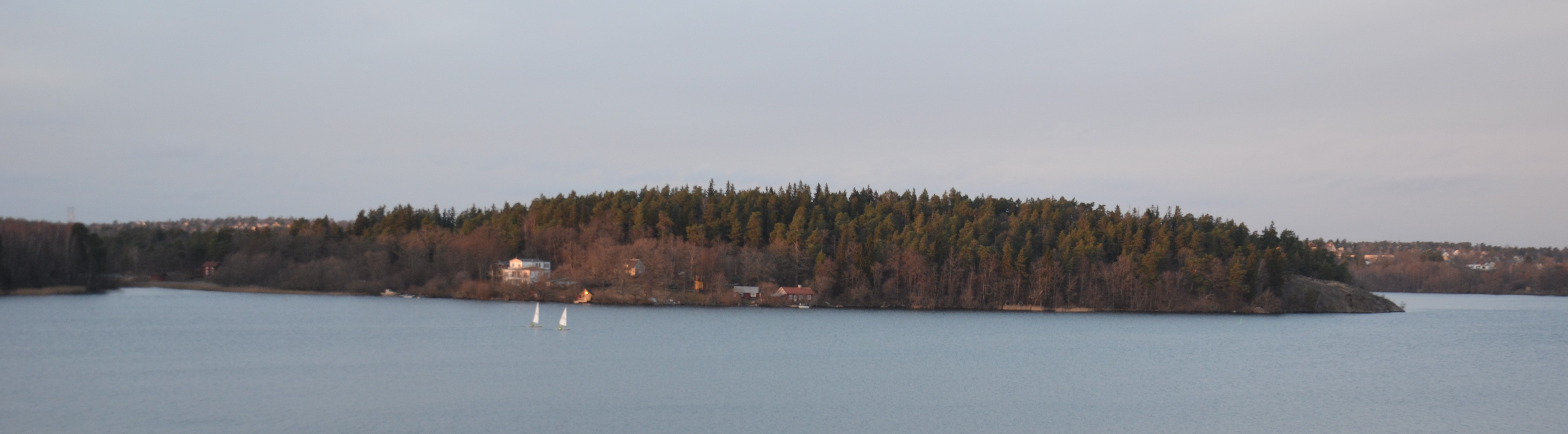
Björnholmen, fotograferad söderifrån, från Mälarhöjden

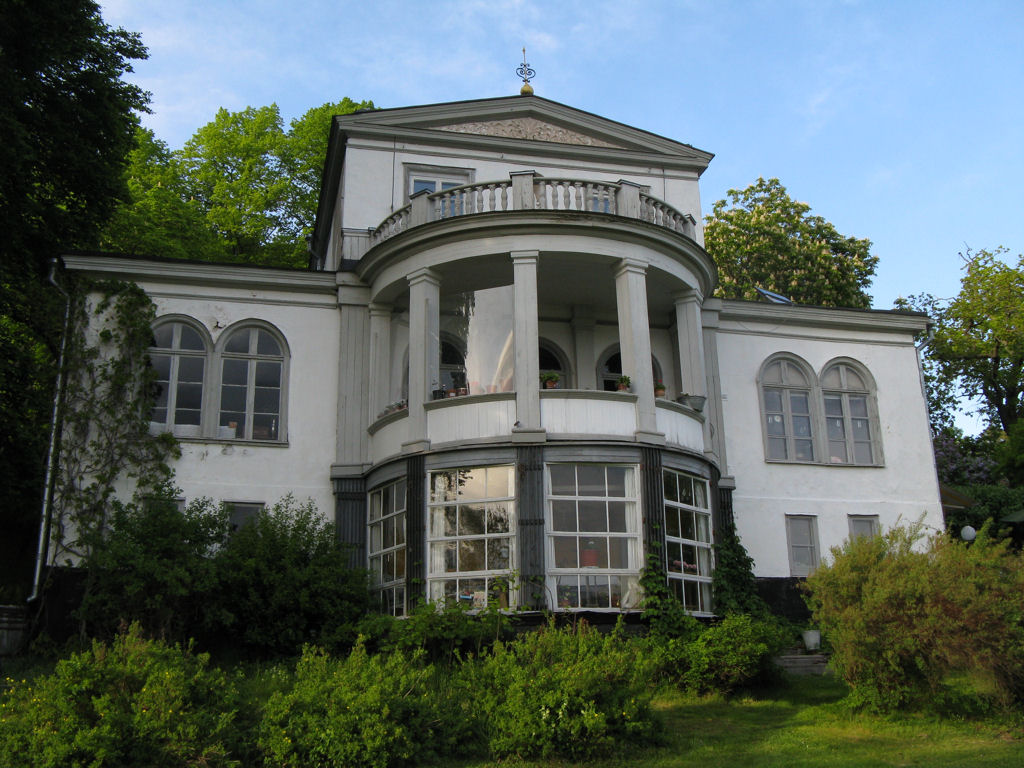
Stora villan på Björnholmen

Björnholmen är en ö i  Mälaren i Ekerö kommun.
Björnholmen ligger öster om Fågelön,  söder om Bromma och norr om Mälarhöjden. Den har en största längd på 600 meter och tillhör Drottningholms kungsgård.
Björnholmen har enligt en sägen fått sitt namn av att kung Karl IX en gång skjutit en björn där.  Ön hade helårsboende från 1600-talet, och på 1700-talet fanns en sjökrog där. Under första hälften av 1800-talet var Björnholmen ett utflyktsmål för välbärgade stockholmare.
Omkring år 1859 byggdes Stora Villan på ön, en villa i italiensk stil, av tidningsutgivaren och agitatorn Franz Sjöberg, men denne fick två år senare lämna ifrån sig huset till några långivare. På 1870-talet köptes villan av hovrättspresidenten Henrik Wilhelm Bredberg, vars släkt bodde på Björnholmen under sommartid fram till 1960-talet. Bredbergs dottersonson Gunnar Brusewitz bodde där under somrarna 1925-52 och har skrivit en bok om ön. Ett fåtal helårsboende trädgårdsodlare och mångsysslare hade sin fasta bostad på ön en bit in på 1950-talet, men sedan dess har ingen bott permanent på Björnholmen. Byggnaderna nyttjas idag som fritidsboende av sex familjer.  
Björnholmen är inte elektrifierad.